# José Eugenio Hernández
José Eugenio Hernández (Bogotá, 18 maart 1956) is een voormalig profvoetballer uit Colombia, die als middenvelder onder meer speelde voor Millonarios en Deportivo Pereira.
Hernández nam met het Colombiaans voetbalelftal deel aan de Olympische Spelen van 1980 in Moskou, en speelde daar mee in de eerste groepswedstrijd tegen Tsjechoslowakije, die met 3-0 werd verloren.
Na zijn actieve loopbaan stapte Hernández het trainersvak in. Hij was in die rol onder meer werkzaam bij Deportivo Cali, Atlético Nacional en Millonarios.

## Erelijst
Millonarios
- Colombiaans landskampioen

1978